# Focșani (stacja kolejowa)
Focșani (rum. Gara Focșani) – stacja kolejowa w Fokszanach, w okręgu Vrancea, w Rumunii. Stacja jest obsługiwana przez pociągi CFR Călători. Znajduje się na ważnej magistrali kolejowej nr 500 Bukareszt – Suczawa.
W Budynku dworca funkcjonuje poczekalnia, poczta, bar, posterunek policji, punkty usługowe, toaleta. Przed budynkiem dworca znajduje się postój taksówek.

## Linie kolejowe
- Linia Bukareszt – Suczawa
- Linia Fokszany – Odobești